# 毛舞花姜
毛舞花姜（学名：Globba barthei）为姜科舞花姜属下的一个种。

## 扩展阅读
- 維基物種上的相關：毛舞花姜